# Миколаївська обласна премія імені Миколи Аркаса
Обласна премія імені Миколи Аркаса — премія, заснована Миколаївською обласною державною адміністрацією у 1996 р. Її присуджують за видатний внесок у розвиток та збереження української національної культури. Має ім'я видатного українського композитора Миколи Аркаса.

## Історія створення
За пропозицією громадськості міста Миколаєва та обласної газети «Південна правда» в 1994 році Миколаївським обласним управлінням культури було проведено дні пам'яті відомого українського історика, композитора, просвітника і громадського діяча М. М. Аркаса. В ході проведення цих днів було створене журі, яке присудило групі діячів культури та мистецтв премію імені М. М. Аркаса.
В 1996 році Миколаївська обласна державна адміністрація своїм розпорядженням № 247-р від 18 квітня офіційно заснувала обласну премію імені Миколи Аркаса. Тоді ж було затверджене Положення про премію та Положення про комітет з присудження обласної премії.

## Мета
Подальший розвиток народної творчості та культурно-просвітницької діяльності, підготовки кадрів працівників культури, підвищення рівня їх професійної майстерності та заохочення працівників культури, що зробили значний внесок у розвиток та збереження української національної культури.

## Кандидати
Окремі працівники культури та мистецтва, творчі колективи та організації. Висунення кандидатів на звання лауреатів премій проводиться у трудових колективах (не висуваються в кандидати по одній номінації лауреати премій попереднього конкурсу).

## Періодичність
Премію присуджують щодва роки до дня народження Миколи Аркаса.

## Номінації
- за успіхи в розвитку народної творчості та просвітницької діяльності

- за відмінні успіхи в навчанні учнів дитячих музичних шкіл, студентів училищ та інституту культури

- за високу професійну майстерність акторам, режисерам театрів та концертних організацій, викладачам навчальних закладів, які підготували найкращих студентів-виконавців, членам творчих спілок та культурологічних формувань

## Розмір премії
Премія встановлена у розмірі еквівалентному десяти неоподаткованих мінімумів. Видається із спеціально виділених бюджетних коштів.
Крім грошової премії, особі або колективу, яким присуджують обласну премію імені Миколи Аркаса, вручають диплом, медаль із зображенням Миколи Аркаса.
У разі, коли премія присуджена кільком особам, кожен лауреат отримує диплом і медаль, а грошова частина ділиться між ними порівну.

## Лауреати

### 1994
- Агеєв Юрій Миколайович
- Бурлакова Світлана Сергіївна
- Жажкова Валентина Григорівна
- Завгородній Анатолій Петрович
- Котко Валентина Федорівна
- Кремінь Дмитро Дмитрович
- Кулабухов Максим Олександрович
- Маєвський Петро Григорович
- Прісенко Олександр Федорович
- Прокопенко Клавдія Федорівна
- Смаржевська Антоніна Олександрівна
- Фоміних Світлана Григорівна
- Духовий оркестр Очаківського районного Будинку культури, Казанківська районна бібліотека
- Камерний оркестр «Капричіо» обласної філармонії, творча група Облдержтелерадіооб'єднання

### 1996
- Черно Олександр Валентинович
- Ярова Тетяна Андріївна
- Авторський колектив книги «Історія української культури» (Гайдай О. М., Друмов В. І., Коваль А. Д., Козирєв О. С., Старовойт Л. В., Супрун А. П., Шешунова І. М., Шкварець В. П., Щукін В. В.).

### 1997
- Бойченко Валерій Петрович
- Бойчук Михайло Михайлович
- Зотов Антін Олексійович
- Степаненко Валентин Володимирович
- Цимбал Лідія Михайлівна
- Театр танцю «Ритми планети»

### 2000
- Бережний Сергій Васильович
- Коцуба Володимир Васильович
- Коч Георгій Миколайович
- Тупайло Семен Володимирович
- Харланович Анатолій Васильович
- Чижова Людмила Яківна

### 2002
- Березовська Тетяна Всеволодівна
- Долинська Олена Матвіївна
- Жадько Віктор Олексійович
- Марущак Віра Іванівна
- Царенко Борис Григорович
- Шпачинський Омелян Артемович
- Авторський колектив книги «Миколаївщина: літопис історичних подій» (Гаркуша О. М., Горбуров Є. Г., Гузенко Ю. І., Гребенніков Ю. С., Зайцев Ю. О., Кондрашов В. Ф., Котляр Ю. В., Смирнов І. О., Соболь П. І., Цимбал Л. М., Хаєцький О. П., Шитюк М. М., Шевченко Н. В., Шкварець В. П., Щукін В. В.)

### 2004
- Ліщинська Таїсія Анатоліївна
- Ржепецький Леонід Андрійович
- Смикова Тетяна Юріївна
- Авторський колектив навчального посібника хрестоматії з народознавства «Козацька веселка над Бугом»
- Творча група Південнослов'янського інституту Київського славістичного університету
- Колектив Миколаївського обласного художнього музею імені В. В. Верещагіна
- Творча група Миколаївського академічного театру драми та музичної комедії

### 2006
- Москаленко Віктор Євменович
- Богомолов Микола Федорович
- Сичов Олександр Федорович
- Авторський колектив навчального посібника для 5-го класу загальноосвітньої школи «Історія Миколаєва»
- Авторський колектив організаторів проведених у 1995—2006 роках обласних науково-краєзнавчих конференцій «Історія. Етнографія. Культура. Нові дослідження»
- Колектив археологів Інституту історії та права Миколаївського державного університету ім. В.Сухомлинського
- Авторський колектив педагогів Миколаївського муніципального колегіуму

### 2008
- Затурян Анатолій Ілліч
- Дорошина Ольга Олексіївна
- Авторський колектив науково-просвітницького видання «Партизанська іскра в полум'ї боротьби»
- Бурлаченко Лариса Василівна
- Творча група Миколаївського академічного художнього драматичного театру
- Качурін В'ячеслав Тимофійович
- Ніколаєв Микола Ілліч

### 2010
- Іванов Олександр Кузьмич
- Базилевська-Барташевич Тетяна Анатоліївна
- Жайворонок Тетяна Анатоліївна
- Олєйнікова Анна Олексіївна
- Приходько Олег Костянтинович
- Творча група Миколаївського обласного краєзнавчого музею
- Александренко Ірина Іванівна

### 2012
- Ковальова Октябрина Федорівна
- Свистун Артем Олександрович
- Мозговий Віктор Леонідович
- Смола Оксана  Миколаївна
- Бабич Валерій Васильович
- Корнюков Юрій Костянтинович
- Палій Ольга Іванівна
- Творча група  Миколаївського обласного краєзнавчого музею

### 2014
- Комінарець Ольга Валентинівна
- Творча група хореографічного ансамблю «Миколаїв-Трицвіт»
- Марцінковський Ігор Богданович
- Творча група редколегії книги «СТАПЕЛЬ СКВОЗЬ ГОДЫ»  літературно-творчого об'єднання «СТАПЕЛЬ» Чорноморського суднобудівного заводу
- Творча група Миколаївського  академічного українського театру драми та музичної комедії
- Творча група Миколаївського академічного художнього драматичного театру
- Кірчев Вадим Георгійович

### 2016
- Максимчук Вікторія
- Творча група Миколаївського обласного центру народної творчості та культурно-просвітницької роботи
- Топчій Володимир Миколайович
- Кручиніна Євгенія
- Ігнатьєв Олег Григорович
- Гуменний Юрій
- Колектив дочірного підприємства "Науково-дослідного центру «Лукомор'є» ДП «Науково-дослідний центр „Охоронна археологічна служба України“»

### 2018
- Жадик Надія
- Федоровський Влодимир
- Чичкалюк Тетяна
- Одробінський Юрій
- Жадько Вікторія
- Авторський колектив Миколаївського обласного центру пошукових досліджень та редакційно-видавничої діяльності (Макарчук С. С., Ніколаєв І. Є., Погорєлов А. А., Тригуб О. П., Назарова А. М.)

### 2020
- Любов Паранюк
- Ганна Божкова
- Світлана Бабуріна
- Ігор Панченко
- Ольга Петренко
- Олег Требух
- Марина Добровольська
- Вікторія Агаркова
- Лариса Трегуб
- Тетяна Серебрякова